# Kaktuszkolibri
A kaktuszkolibri (Basilinna xantusii) a madarak osztályának sarlósfecske-alakúak (Apodiformes) rendjébe és a kolibrifélék (Trochilidae) családjába tartozó faj.

## Rendszerezése
A fajt George Newbold Lawrence amerikai üzletember és amatőr ornitológus írta le 1860-ban, az Amazilia nembe Amazilia Xantusii néven. Sorolták a Hylocharis nembe Hylocharis xantusii néven is. Tudományos faji nevét Xántus János magyar természettudós tiszteletére kapta.

## Előfordulása
Az Amerikai Egyesült Államokhoz tartozó Kaliforniai-félszigeten honos, kóborlásai során, eljut Kanada és Mexikó területére is. Természetes élőhelyei a szubtrópusi és trópusi hegyi esőerdők, száraz erdők és cserjések, valamint szántóföldek. Állandó, nem vonuló faj.

## Megjelenése
Testhossza 9 centiméter.

## Természetvédelmi helyzete
Az elterjedési területe nagyon nagy, egyedszáma pedig stabil. A Természetvédelmi Világszövetség Vörös listáján nem fenyegetett fajként szerepel.